# Теорема Таннері
У математичному аналізі теорема Таннері визначає достатні умови для взаємозаміни операцій граничного та нескінченного сумування. Названа на честь французького математика Жуля Таннерi.

## Твердження
Нехай {\displaystyle S_{n}=\sum \limits _{k=0}^{\infty }a_{k}(n)} та припустимо, що {\displaystyle \lim \limits _{n\to \infty }a_{k}(n)=b_{k}}. 
Якщо {\displaystyle \left\vert a_{k}(n)\right\vert \leq M_{k}} і {\displaystyle S_{n}=\sum \limits _{k=0}^{\infty }M_{k}<\infty }, то {\displaystyle \lim \limits _{n\to \infty }S_{n}=\sum \limits _{k=0}^{\infty }b_{k}}.

## Доведення
Теорема Таннерi безпосередньо випливає з теореми Лебега про мажоровану збiжнiсть, застосованої до простору послiдовностей {\displaystyle \ell ^{1}}. Iснує також просте доведення.

## Приклад застосування
За допомогою теореми Таннерi можна довести, що бiномiальна границя та представлення показникової функцiї {\displaystyle \mathrm {e} ^{x}} у виглядi нескiнченного ряду є еквiвалентними. Зауважимо, що
{\displaystyle \lim \limits _{n\to \infty }\left(1+{\dfrac {x}{n}}\right)^{n}=\lim \limits _{n\to \infty }\sum \limits _{k=0}^{\infty }C_{n}^{k}{\dfrac {{x}^{k}}{{n}^{k}}}}.
Нехай 
{\displaystyle a_{k}=C_{n}^{k}{\dfrac {{x}^{k}}{{n}^{k}}}.}
Маємо
{\displaystyle \left\vert a_{k}(n)\right\vert \leq {\dfrac {\left\vert {x}\right\vert ^{k}}{{k}!}},}
а також 
{\displaystyle \sum \limits _{k=0}^{\infty }{\dfrac {\left\vert {x}\right\vert ^{k}}{{k}!}}=\mathrm {e} ^{\left\vert {x}\right\vert }<\infty .}
Застосувавши теорему Таннері, одержимо
{\displaystyle \lim _{n\to \infty }\sum _{k=0}^{\infty }C_{n}^{k}{\dfrac {{x}^{k}}{{n}^{k}}}=\sum _{k=0}^{\infty }\lim _{n\to \infty }C_{n}^{k}{\dfrac {{x}^{k}}{{n}^{k}}}=\sum _{k=0}^{\infty }{\dfrac {{x}^{k}}{{k}!}}=\mathrm {e} ^{x}.}